# Libri (Francia)
Libri (in francese Libre) è una frazione del comune francese di Breglio (Breil-sur-Roya) nel dipartimento delle Alpi Marittime. È situata a 600 m s.l.m. in val Roia, presso il confine con l'Italia. 
La località, che faceva parte del comune di Olivetta San Michele, dopo la seconda guerra mondiale è stata annessa alla Francia nel 1947 in seguito al trattato di Parigi del 1947 ed è distante circa 6 chilometri da Breglio, cui è collegata da una strada che corre lungo gli uliveti.

## Monumenti e luoghi d'interesse
- Chiesa di San Michele.